# Guignardia mildae
Guignardia mildae är en svampart som beskrevs av Treigiene 2006. Guignardia mildae ingår i släktet Guignardia och familjen Botryosphaeriaceae.   Inga underarter finns listade i Catalogue of Life.